# Dalni (Saràtov)
|  | Per a altres significats, vegeu «Dalni». |

Dalni (en rus: Дальний) és un poble (un khútor) de l'óblast de Saràtov, a Rússia, segons el cens rus del 2018 tenia 1 habitants. Pertany al districte d'Aleksàndrov Gai.